# Partenheim
Partenheim település Németországban, Rajna-vidék-Pfalz tartományban. Lakosainak száma 1612 fő (2023. december 31.).

## Népesség
A település népességének változása:
| Lakosok száma | 930  | 1596 | 1579 | 1603 | 1612 | 1612 |
|               | 1975 | 2017 | 2019 | 2021 | 2022 | 2023 |